# Альпинистские кошки
Кошки (кошки альпинистские) (англ. Crampons, нем. Steigeisen, итал. Ramponi) — металлические приспособления для увеличения противоскольжения, обычно, при передвижении по снежно-ледовому рельефу. В современном виде представляют собой металлическую пластину из высокотехнологичных металлических сплавов с 10/12 (реже 14/15) клиновидными зубьями, имеющую определённую систему крепления к обуви. Как элемент снаряжения используются, преимущественно, в таких видах спорта, как альпинизм (и его производных дисциплинах, например, ледолазании), горном туризме, а также в ряде профессий.
Подобные кошкам приспособления для увеличения противоскольжения при передвижении по рельефу, согласно археологическим находкам, появились более 3000 лет назад. Как элемент спортивного снаряжения для альпинизма первые модели появились уже в XIX веке, но популярность приобрели только во второй половине XX века.

## История
Подобные кошкам приспособления для увеличения противоскольжения при передвижении по рельефу, согласно дошедшим до наших дней археологическим находкам, уже использовали более 3000 лет назад кельтские рудокопы и охотники-собиратели. Нечто похожее на кошки изображено на римской арке Константина (315 год), и по Тертуллиану эти приспособления использовали для безопасного передвижения по сложной местности и называли caligae (или elevatae, seculatoriae) (досл. ботинки шпиона)). Упоминания о подобных им по назначению предметах встречают в Сагах об исландцах (XIII—XIV века), где их называли skóbroddr, и книге «Historia de gentibus septentrionalibus» шведского священнослужителя Олафа Магнуса (1555 г.). Ещё один скандинавский термин mannbroddr, возможно, означал устройства противоскольжения для лошадиных копыт. Многочисленные археологические находки подобных металлических изделий были найдены возле Халльштатта (Австрия) и в Каринтии.
Обувные шипы, крепящиеся к кожаной обуви, были также найдены при археологических раскопках в Новгородской области России. Они представляли собой трёхлучевые шипованые пластины. Наиболее ранние подобные находки датируют второй половиной X — началом XI веков. Аналогичные новгородским артефакты были обнаружены и в Прибалтике. Согласно мнению реконструкторов их крепили к обуви в районе пяточной области стопы и использовали не только как «ледоходный шип», но и как эффективное средство «увеличения сцепления с грунтом».
В XVI веке европейские охотники разработали четырёхточечные приспособления для передвижения по снегу и льду, которые крепились к обуви в передней части стопы, а к XIX веку появились и их полностопные вариации с шестью, восемью и иногда десятью зубьями.
В 1908 году британский инженер и альпинист с 20-летним стажем Оскар Эккенштейн предложил свою конструкцию кошек, которую он подробнейшим образом описал в своей работе «Ueber Steigeisentechnik — Crampon». Основным лейтмотивом предложенного им конструктива было то, что на фоне уже совершённых достижений в альпинизме (хороший ледолаз, по его словам, на снежно-ледовых склонах вплоть до 70° при определённом состоянии льда может стоять без помощи рук и может удерживать вес человека, а единолично стоять на льду под углом 80°, опираясь на одну ногу) «… мне с трудом верится, что предел достигнут». Он также в 18-ти тезисах изложил главные направления их усовершенствования, среди которых были требования как к материалу их изготовления — он «должен быть устойчивым к деформации или изгибу и не терять своих свойств при низких температурах», так и к их эксплуатационным качествам — кошки должны быть лёгкими, сделанными из единого материала — без клёпки, сварки или пайки, а также к числу, форме и длине зубьев, и, особенно, к системе крепления к ботинкам — «плохо прилегающие кошки — главная причина, из-за которой этот элемент снаряжения называют бесполезным».
За воплощение конструкции Эккенштейна в натуре взялся с его подачи итальянский кузнец Генри Гривель (итал. Henry Grivel) из Курмайора. Первые образцы кошек Эккенштейна, которые, как считается, стали основой для современных моделей, были изготовлены в 1909 году, а год спустя поступили в продажу) и позволили их обладателям отойти от тогда классической тактики восхождений, предусматривающей «рубку ступеней». В 1912 году на леднике Бренва (Монблан) даже было организовано соревнование Concours de cramponneurs, победителем в котором стал горный гид Альфонс Ченоз (итал. Alphonse Chenoz), осуществлявший подъём в кошках.
В 1913 году французский офицер Тремо (фр. Trémeau) изобрёл регулируемую систему сочленения пяточной и мысочной частей кошек, а в 1929 году сын Генри Гривеля Лоран усовершенствовал кошки, добавив к ним два передних горизонтальных зуба, что позволило альпинистам совершать восхождения «лицом» к склону, первым из наиболее известных из которых считается восхождение на Эйгер по Северной стене, совершённое в июле 1938 года (Генрих Харрер, Фриц Каспарек, Андреас Хекмайр, Людвиг Фёрг).
В 1936 году младший брат Лорана Гривеля Амато изготовил кошки из никель-хром-молибденовой стали, обладающей высокой стойкостью к «ударным» нагрузкам, к также к перепадам температур и к коррозии.
Во время Второй мировой войны образцы такого снаряжения использовались в горнострелковых подразделениях (так, в изданном в сентябре 1944 года справочнике военного министерства США упоминалось, что в ходе боевых действий против японских войск были захвачены образцы надеваемых поверх армейской обуви креплений с заострёнными штырями на подошве, предназначенных для передвижения по льду и обледеневшим скалам).
В 1967 году американские альпинисты и разработчики альпинистского снаряжения Ивон Шуинар и Том Фрост изобрели конструкцию «жёстких» кошек с изменяемой геометрией, а в 1972 году американец Майк Лоу разработал наподобие горнолыжной тросиковую систему крепления кошек к горным ботинкам Footfang (Foot Fang). Её плюсом была лёгкая система крепления этого элемента снаряжения к ботинкам за счёт натяжения по их ранту тонкой стальной проволоки, однако при интенсивной нагрузке эта конструкция могла приводить к их соскакиванию. В 1985 году итальянская компания Salewa представила свой усовершенствованный вариант крепления Footfang Step-In за счёт добавления прочной стальной скобы в мысочной части стопы. В 1986 году по мере роста популярности таких производных форм альпинизма как ледолазание, фирмами Grivel и Charlet Moser стали выпускаться монопойнтовые (с выступающим передним зубом) кошки, а в 2000-м году увидели свет кошки модели «Terminator» — «жёсткие» кошки для «мягких» ботинок. В 2003 году компания Grivel выпустила первые промышленные антиподлипы — специальное приспособление для кошек, которое не позволяет снегу налипать снизу на подошвы ботинок.
В первой половине XX века существовали также такие экзотические вариации кошек, как трикони (Tricouni) — горные ботинки с металлическими набойками вдоль ранта. В 2001 году на кубке мира по ледолазанию спортсменами были впервые использованы кошки с выступающим «зубом» в пяточной области.

## Классификация
В настоящее время производители альпинистского снаряжения предлагают широкий спектр моделей кошек, которые по эксплуатационным характеристикам и назначению разделяют, в первую очередь, по таким критериям как конструкция и способам крепления к обуви, весу, материалу изготовления, числу зубьев и прочего. Все параметры категоризации носят исключительно условный характер.

### По конструкции
- Жёсткие — цельнометаллическая регулируемая конструкция, которая предназначена для продолжительной работы спортсмена на крутом рельефе (в том числе скальном)
- Полужёсткие — жёсткие кошки, но с сочленённым полужёстким соединением мысочной и пяточной частями; подходят для относительно непродолжительной работы на крутом рельефе и при этом достаточно эластичны для продолжительных передвижений по ледникам и жёсткому фирну
- Мягкие — кошки из двух сочленённых шарнирной связкой элементов — мысочного и пяточного; применимы для несложных восхождений и горных походов[2]

### По способу крепления
- Жёсткая — система крепления для горных ботинок (наподобие горнолыжной), имеющих специальные выступы (ранты) в мысочной и пяточной областях
- Полужёсткая — комбинированная стропово-жёсткая система для ботинок только с задним рантом (с натяжной системой спереди и «лягушкой» сзади)
- Универсальная — со строповым креплением как спереди, так и сзади; подходит для любых типов горных ботинок[1][2]

### По материалу изготовления
- Из закалённой стали — оптимальны для многолетнего профессионального использования и продолжительной технической работы на любых видах рельефа
- Из алюминиевых сплавов — оптимальны для несложных горных походов и альпинистских восхождений, в частности, ски-альпинизма. При минимальном весе, тем не менее, обладают минимальной износостойкостью, особенно при передвижении по скальному рельефу
- Из нержавеющей стали — обладают в той или иной степени достоинствами и недостатками кошек из закалённой стали и алюминия[21]